# Alrosa Mirny Air Enterprise

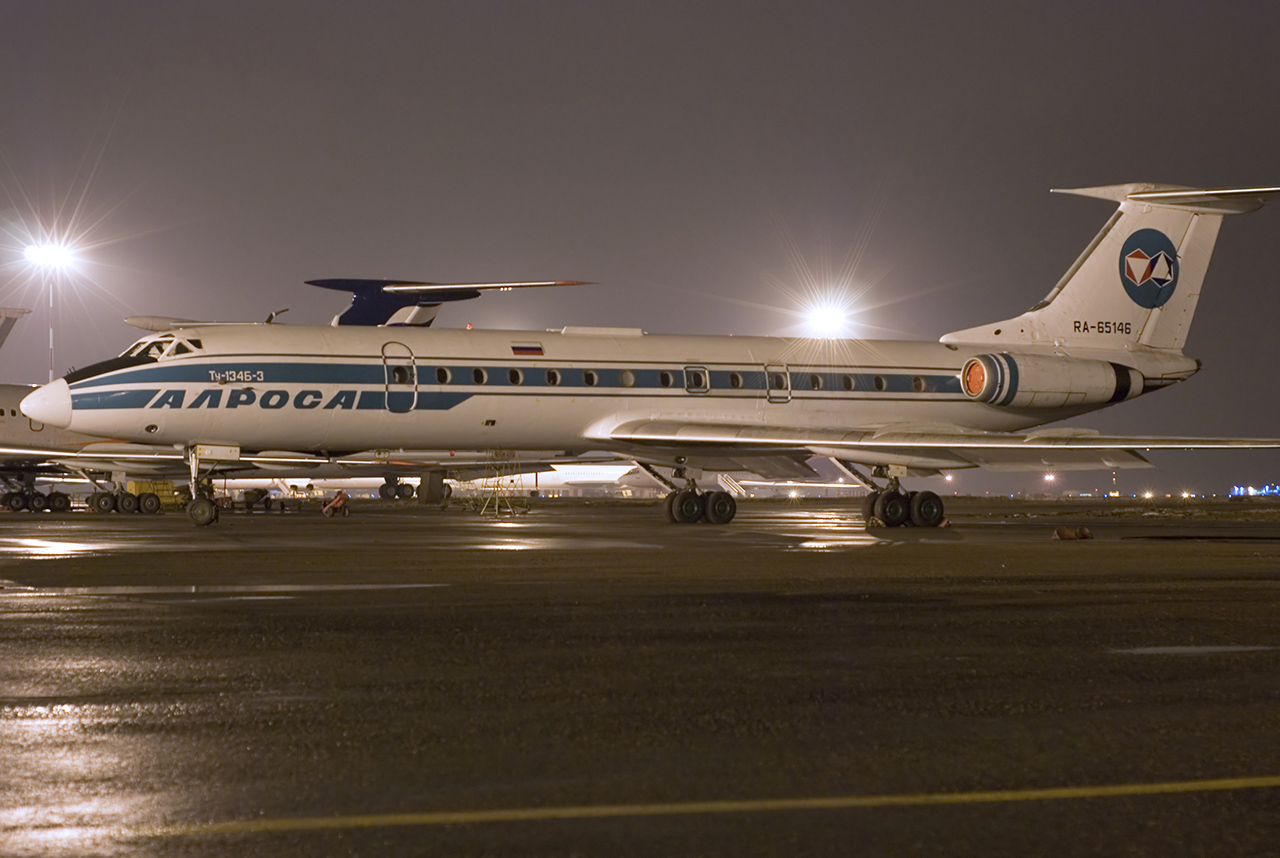
Een Tupolev Tu-134 van Alrosa op de Luchthaven Sjeremetjevo.

Alrosa Mirny Air Enterprise (Russisch: Мирнинское авиапредприятие АК Алроса) is een Russische luchtvaartmaatschappij met haar thuisbasis in Jakoetië. Zij voert hoofdzakelijk vluchten uit voor de diamantindustrie van Alrosa.

## Geschiedenis
Alrosa Mirny Air Enterprise is in 1995 opgericht onder de naam Almazy Rossi Sakha als opvolger van Aeroflots Mirny divisie. In 2000 werd de huidige naam ingevoerd.

## Bestemmingen
Alrosa Mirny Air Enterprise voert lijnvluchten uit naar:(juli 2007)
- Krasnodar, Mirny, Moskou, Novosibirsk, Rostov aan de Don.

## Vloot
De vloot van Alrosa Mirny Air Enterprise bestaat uit:(oktober 2018)
- 3 Antonov AN-24RV
- 1 Antonov AN-26-100
- 1 Antonov AN-38-100
- 2 Boeing 737-700
- 3 Boeing 737-800
- 1 Ilyushin IL-76TD
- 18 Mil MI-8
- 1 Mil MI-26T
- 1 Tupolev TU-154M